# Carl Joseph Anton Mittermaier
Carl Joseph Anton Mittermaier, född 5 augusti 1787 i München, död 28 augusti 1867 i Heidelberg, var en tysk jurist.
Mittermaier kallades 1819 som professor till universitetet i Bonn och fästes 1821 vid Heidelbergs universitet, vid vilket han därefter ända till sin död undervisade med kriminalprocessrätt som huvudämne. Från 1831 deltog han även i det politiska livet som en av den moderata liberalismens banérförare i badensiska lantdagens andra kammare, fungerade 1848 som president i Vorparlamentet och bevistade en tid Frankfurtparlamentets förhandlingar.
Mittermaiers verksamhet för reformer i tyska straffrätten, straffprocessen och fängelseväsendet var mycket betydelsefull, och av hans många skrifter översattes flera på främmande språk. Han var en av grundläggarna av "Kritische Zeitschrift für Gesetzgebung und Rechtswissenschaft des Auslandes" (28 band, 1829-1856) samt medutgivare av "Neues Archiv des Kriminalrechts" och "Archiv für civilistische Praxis".